# Cryptolepis decidua
Cryptolepis decidua is een plantensoort uit de maagdenpalmfamilie (Apocynaceae). Het is een bladverliezende, veeltakkige struik die tot 1,5 meter hoog kan worden. De struik bevat een latex.
De soort komt voor in zuidelijk Afrika, in de landen Angola, Namibië, Botswana en Zuid-Afrika. Hij groeit daar in gebieden met struikgewas en grasland, op vlakten en hellingen, vaak op goed waterdoorlatende rotsachtige tot zandige bodems, maar ook op alluviale bodems.
De plant wordt in het wild geoogst voor lokaal gebruik als medicijn en parfum. Zo worden de bladeren gedroogd en vermalen, wat na de geboorte van een kind op de navelstreng wordt aangebracht. Van de wortels wordt een afkooksel gemaakt, wat gebruikt wordt tegen verschillende buikkwalen en als laxeermiddel. De schors van de stam wordt gebruikt als parfum.